# 시러스 (은행간 네트워크)

시러스 로고

시러스(Cirrus)는 전 세계에 걸친 은행 간 ATM 네트워크로, 마스터카드가 1986년에 창설하여 운용하고 있다. 마스터카드, 마에스트로, 다이너스 클럽의 신용·직불·선불카드를 93개국의 100만 대가 넘는 ATM의 네트워크로 연결한다. 캐나다, 미국, 사우디아라비아는 자국의 네트워크와 병행하여 시러스를 사용하고 있으며 자국 네트워크나 비자의 플러스 네트워크 또는 둘 모두와 함께, 국제 은행간 네트워크로 시러스를 채택하는 은행이 많다. 인도와 방글라데시같은 나라에서는 시러스가 국제 은행간 네트워크일 뿐만 아니라 자국의 은행 간 네트워크이기도 하다.
일본의 신용카드 업체인 JCB는 시러스와 ATM망을 공용한다.